# 杭州知识产权法庭
杭州知识产权法庭是杭州市的一家杭州市中级人民法院涉及的知识产权专门人民法庭，跨行政区域管辖杭州市、嘉兴市、湖州市、金华市、衢州市、丽水市的知识产权案件。

## 沿革
基于杭州中院知识产权审判庭组建。杭州中院从1980年代初期即开始审理知识产权案件，并于2002年成立审理知识产权民事案件的知识产权审判庭。

## 管辖
根据《最高人民法院关于同意杭州市、宁波市、合肥市、福州市、济南市、青岛市中级人民法院内设专门审判机构并跨区域管辖部分知识产权案件的批复》，杭州知识产权法庭实行知识产权民事、行政和刑事案件“三合一”审判体制，管辖：
1. 发生在杭州市、嘉兴市、湖州市、金华市、衢州市、丽水市辖区内有关专利、技术秘密、计算机软件、植物新品种、集成电路布图设计、涉及驰名商标认定及垄断纠纷的第一审知识产权民事案件；
2. 发生在杭州市、嘉兴市、湖州市、金华市、衢州市、丽水市辖区内，诉讼标的额为800万元以上的商标权、著作权、不正当竞争、技术合同纠纷的第一审知识产权民事案件；
3. 发生在杭州市、嘉兴市、湖州市、金华市、衢州市、丽水市辖区内，对县级以上地方人民政府所作的著作权、商标、专利、不正当竞争等行政行为提起诉讼的第一审知识产权行政案件；
4. 应当由杭州市中级人民法院管辖的第一审知识产权刑事案件；
5. 不服杭州市辖区内基层人民法院审理的第一审知识产权民事、刑事、行政案件的上诉案件。

## 机构设置
除了内设机构外，杭州知识产权法庭另设巡回法庭。

## 人员
所有法官与法官助理均具有硕士、博士研究生学历，有10年以上审判经验的成员6人。
李  奕 庭长
邓兴广 副庭长
张书青 副庭长
员额法官
王玲，张棉，潘才敏，王昭，徐珺，黄斯蓓，牟丹，徐雁，李程，闫诗萌